# NRK Sápmi

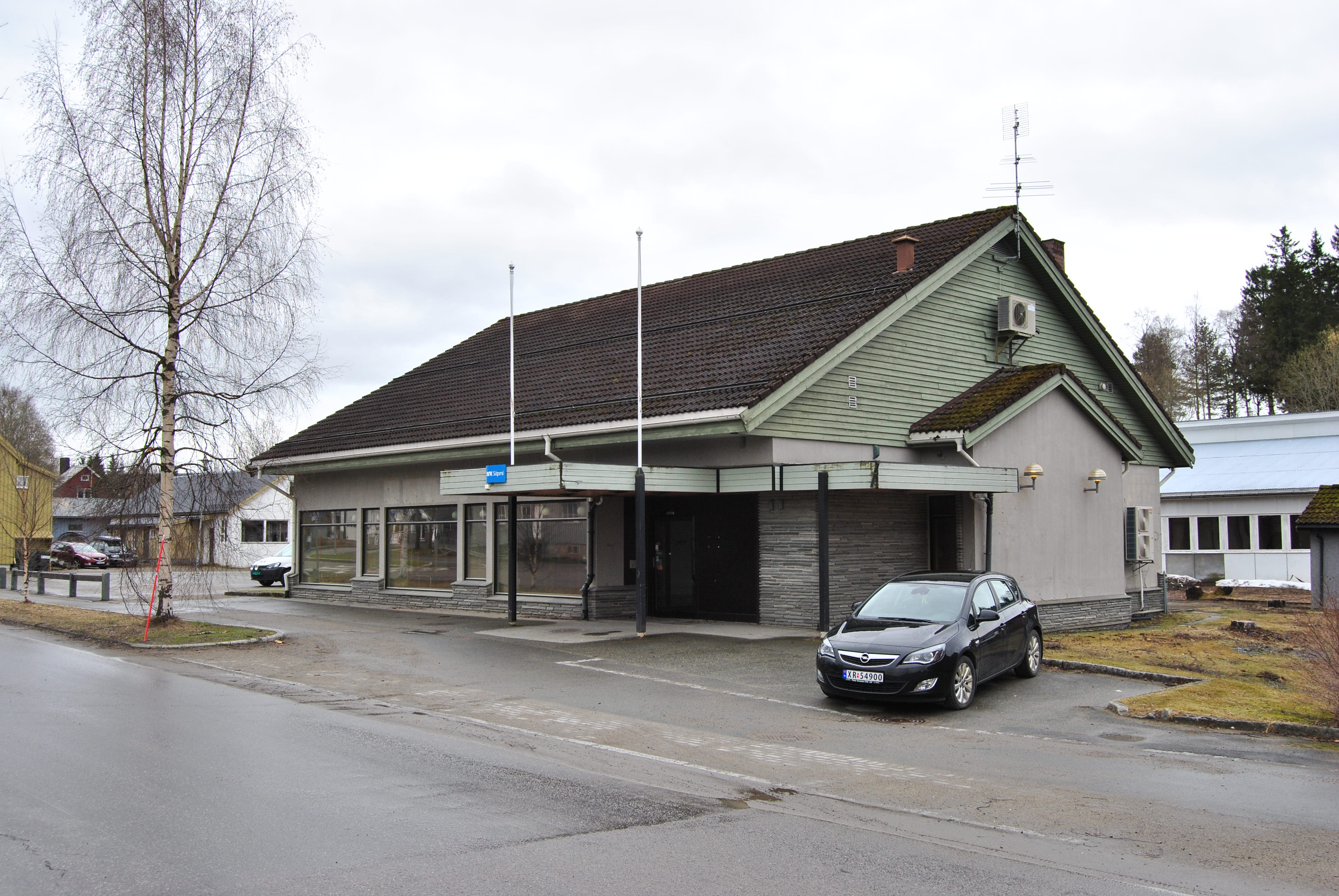
NRK Sápmis kontor i Snåsa i Nord-Trøndelag

NRK Sápmi (tidigare, och med radiostationen ofta fortfarande kallad, NRK Sámi Radio) är en enhet inom NRK med särskilt ansvar för program för den samiska befolkningen. NRK Sápmi sänder nyheter och andra program på de samiska språken till samerna i Norge via radio, tv och Internet. NRK Sápmis syfte är att bidra med innehåll som stärker samisk kultur och samiskt språk. NRK Sápmi samarbetar med de samiska redaktionerna i YLE, Sveriges Television och Sveriges Radio.  Regelbundna radionyhetsprogram på samiska började 1946, presenterade från Tromsø av läraren Kathrine Johnsen (1917–2002), idag ihågkommen som " Den samiska radions mor".
1976 flyttade NRK Sámi Radio till Kárášjohka (Karasjok), och 1984 till dess nuvarande högkvarter (även i Kárášjohka). NRK Sápmi har cirka 17 journalister baserade i Deatnu (Tana), Guovdageaidnu (Kautokeino), Olmmaivaggi i Gáivuotna, Tromsø, Tjeldsund, Hamarøy, Snåsa och Oslo. Cirka 60 personer är anställda vid enhetens huvudkontor.
Från 1991 har redaktionen producerat teveprogram för barn, och från 2001 teveprogrammet Ođđasat, tillsammans med SVT och Yle, från studion i Karasjok. Namnet ändrades 2010 från "NRK Sámi Radio" till NRK Sápmi.
Radiostationen är kan höras i hela landet på DAB och sändes på FM-radio i Finnmark fylke och i städerna Oslo och Tromsø innan Norge stängde av nationella och stora regionala FM-stationer.
Stationen finns även i Longyearbyen på Svalbard, och i radiosektionerna hos vissa digital-tv-leverantörer. På grund av avståndsbegränsningar med DAB+-teknik är signalspridningen till grannländerna mycket liten; enligt officiella norska signaldiagram, ska sändningarna kunna höras i Utsjoki, Karigasniemi, Nikel, Gäddede, Storlien, Charlottenberg och Strömstad.
NRK Sápmi har lokalkontor i Tana, Kautokeino, Manndalen i Kåfjords kommun, Tromsø, Skånland, Tysfjord, Snåsa och Oslo. Dessa kontor har knappt 20 heltidsanställda. Huvudkontoret har ett 80-tal heltidsanställda. Divisionen leds av direktör Johan Ailo Kalstad sedan 2021.
NRK Sápmi (tidigare, och med radiostationen ofta fortfarande kallad, NRK Sámi Radio) är en enhet inom Norsk Kringkastingsverk (NRK) som streamar nyheter och andra program på de samiska språken för att sändas till samerna i Norge via radio, tv och internet. Regelbundna radionyhetsprogram på samiska började 1946, presenterade från Tromsø av läraren Kathrine Johnsen (1917–2002), idag ihågkommen som "Samisk radios moder".[2]
1976 flyttade NRK Sámi Radio till Kárášjohka (Karasjok), och 1984 till dess nuvarande högkvarter (även i Kárášjohka). NRK Sápmi har cirka 17 journalister baserade i Deatnu (Tana), Guovdageaidnu (Kautokeino), Olmmaivaggi i Gáivuotna (Kåfjord), Tromsø, Tjeldsund, Hamarøy, Snåsa och Oslo. Cirka 60 personer är anställda vid enhetens huvudkontor.
Radiostationen är tillgänglig i hela landet på Digital Audio Broadcasting, och sändes på FM-radio i Finnmarks län och i städerna Oslo och Tromsø innan Norge stängde av nationella och stora regionala FM-stationer.

## Podcasts
Från och med 2018 började poddradiosändningar online på Norges tre samiska språk först produceras av NRK, inklusive Sámi Horror och Hævvi.

## Språk
NRK Sápmi använder både norska och samiska språk. Den största delen av sändningstiden används nordsamiska, men sändningar sker också på lule- och sydsamiska. De lule- och sydsamiska programmen görs framförallt av redaktionerna i Tysfjord och Snåsa. Delar av sändningarna är på norska.

## Medaljer
1983 fick Kathrine Johnsen, "den samiska radions moder", Kungens fortjänstmedalj i guld och kungens förtjänstmedalj i guld. 2016 fick Johs Kalvemo kungens förtjänstmedalj för sitt banbrytande arbete för NRK Sápmi och dess föregångare